# Liste der Monuments historiques in Badonvilliers-Gérauvilliers
Die Liste der Monuments historiques in Badonvilliers-Gérauvilliers führt die Monuments historiques in der französischen Gemeinde Badonvilliers-Gérauvilliers auf.

## Liste der Objekte
| Bezeichnung                                     | Beschreibung                                                   | Standort                                            | Kennzeichnung | Schutzstatus | Datum | Bild |
| ----------------------------------------------- | -------------------------------------------------------------- | --------------------------------------------------- | ------------- | ------------ | ----- | ---- |
| Altarkreuz und acht Altarleuchter               | Messing, Mitte des 19. Jahrhunderts                            | Badonvilliers, in der Kirche St-Martin (Lage)       | PM55001503    | Inscrit      | 1987  |      |
| Taufbecken                                      | Kalkstein und Holz, bemalt, 16. Jahrhundert                    | Badonvilliers, in der Kirche St-Martin (Lage)       | PM55001504    | Inscrit      | 1987  |      |
| Skulptur Madonna mit Kind                       | Holz, farbig gefasst, 18. Jahrhundert                          | Badonvilliers, in der Kirche St-Martin (Lage)       | PM55001507    | Inscrit      | 1987  |      |
| Skulptur Der heilige Martin teilt seinen Mantel | Kalkstein, um 1777                                             | Badonvilliers, außen an der Kirche St-Martin (Lage) | PM55001508    | Inscrit      | 1987  |      |
| Gemälde Der heilige Martin teilt seinen Mantel  | Ölfarbe auf Leinwand, Holzrahmen, 1818; nach Anthonis van Dyck | Gérauvilliers, in der Kirche St-Martin (Lage)       | PM55001872    | Inscrit      | 1994  |      |
| Kommunionbank                                   | Schmiedeeisen, bemalt, um 1785                                 | Gérauvilliers, in der Kirche St-Martin (Lage)       | PM55001871    | Inscrit      | 2000  |      |
| Hauptaltar                                      | Altartisch, Altaraufbau und Tabernakel; Eichenholz, um 1800    | Badonvilliers, in der Kirche St-Martin (Lage)       | PM55001505    | Inscrit      | 1987  |      |
| Lesepult                                        | Holz, Ende des 18. Jahrhunderts                                | Badonvilliers, außen an der Kirche St-Martin (Lage) | PM55001509    | Inscrit      | 2001  |      |
| Monstranz                                       | Silber, vergoldet, erste Hälfte des 19. Jahrhunderts           | Badonvilliers, außen an der Kirche St-Martin (Lage) | PM55001506    | Inscrit      | 1987  |      |